# RTAF-5
RTAF-5
タイ王国空軍博物館に展示されるRTAF-5
- 用途：練習機/FAC機
- 製造者：タイ空軍
- 運用者 タイ (タイ空軍)
- 初飛行：1984年10月5日
- 生産数：2機
- 運用状況：試作のみ

 RTAF-5(タイ語名บ.ทอ๕、B.ThOr5)は、タイ王国空軍が試作した国産練習機。

"RTAF"は「タイ王国空軍(Royal Thai Air Force)」の略。

## 開発経緯
第二次大戦後、タイでは英・米で余剰となっていたベアキャット・テキサン等の供与を受けていた。しかしながら、戦前から欧州機の現地生産や国産機の製造経験もあったため開発研究機関として、SWDC(Science and Weapon Systems Development Centre = 科学&兵器システム開発センター)が設立される。同センターでは、RTAF-2・RTAF-3(日本での風洞実験も行っている)・RTAF-4と、開発を行い、経験を蓄積して行く事となる。「RTAF-1」の型番は同国で戦前に国産設計/製造された、ボリパトラ複葉爆撃機に割り当てられていたものの、同機以外にも第二次大戦前に開発された機体としてプラジャディポク(ラーマ7世)複葉単座戦闘機も存在した。また、RTAF-4は純粋な国産機ではなくデ・ハビランド・カナダ社のDHC-1 チップマンクの改良型となっている。本機RTAF-5も上記一連の流れの中で、1974年に国産練習機兼FAC機としてプロジェクトが発足し、1976年からプロトタイプの開発が始まった。

## 機体構成
基本的な機体構成は、開発開始前から同国で運用実績のあるOV-10ブロンコを雛形としているが、エンジンは双発ではなく胴体後部にプッシャー式で搭載されているため単発となっており、O-2スカイマスターとのあいのこのようなデザインとなっている。この基本形状を似せた設計の意図が、OV-10のライセンス生産移行の希望から来るものだったのかは定かでない。エンジンはアリソン社製 Model250-B17Cターボプロップエンジン(420馬力)を搭載。胴体・翼面のデザイン等はOV-10とほぼ同一の物となっているが、エンジン出力のせいもあってか、全長・全幅共に10mを切っており空虚重量も1,600kg程度でOV-10比べてかなり小柄な機体となっている。翼端にはチップタンクが搭載されている。ハードポイントは主翼下に左右二箇所・合計四カ所となっており、搭載重量は内側パイロンが150lb、外側パイロンが100lbまでとなっている。

## 開発中止
本機は2機が製造され、1機は地上試験に使用された。1984年10月5日には脚下げ固定での初飛行に成功するも、その後チーフテストパイロットの"SoonthornWongnamsan"少佐が事故死する不幸に見舞われる。またそれ以前から1982年にタイ空軍がライセンス契約を行っていたライン航空機製造のRFB ファントレーナーとの兼ね合いで開発計画に遅延が生じ始めてもいたため、最終的にRTAF-5計画は中止となった。地上試験に使用された1機は現在も王立タイ空軍博物館に他のRTAFシリーズと同様に展示されている。

## 性能諸元
- 全幅:9.86m(翼端増槽含む)
- 全長:9.96m
- 全高:3.05m
- 主翼面積:15.67m2(翼端増槽含む)
- 空虚重量:1,645kg
- 最大離陸重量:2,154kg
- アリソン社製 Model250-B17Cターボプロップエンジン×1
- エンジン推力:313kW(420馬力)
- 最大速度:180kt(333km/h)
- 巡航速度:160kt(296km/h)
- 乗員:2名

### ハードポイント
- 主翼内側パイロン×2 各150lb
- 主翼外側パイロン×2 各100lb

## 参考資料
1. ^ Forsgren,Jan. "Aircraft Production In Thailand". Aeroflight. 20 November 2004. Retrieved 6 December 2009.